# Народное слово
Наро́дное сло́во (узб. Xalq soʻzi / Халқ сўзи) — республиканская общественно-политическая газета на узбекском и русском языках. Является одним из печатных органов Олий Мажлиса Республики Узбекистан и Кабинета министров Республики Узбекистан. 
Газета начала издаваться с 1 января 1991 года, как официальная газета Верховного Совета Республики Узбекистан. По состоянию на январь 2019 года, газета выходит ежедневно, тираж составляет более 60 тысяч экземпляров, и состоит из 4 страниц, узбекская версия газеты печатается в основном на узбекской кириллице.